# Božica, Srbija
Božica (izvirno srbsko Божица) je naselje v Srbiji, ki upravno spada pod Občino Surdulica; slednja pa je del Pčinjskega upravnega okraja.

## Demografija
V naselju, katerega izvirno (srbsko-cirilično) ime je Божица, živi 276 polnoletnih prebivalcev, pri čemer je njihova povprečna starost 47,3 let (46,4 pri moških in 48,1 pri ženskah). Naselje ima 135 gospodinjstev, pri čemer je povprečno število članov na gospodinjstvo 2,47.
Prebivalstvo je večinoma nehomogeno, a v času zadnjih treh popisov je opazno zmanjšanje števila prebivalcev.
|  |

| Demografija | Demografija     | Demografija     |
| Leto        | Št. prebivalcev | Št. prebivalcev |
| ----------- | --------------- | --------------- |
|             |                 |                 |
|             |                 |                 |
|             |                 |                 |
|             |                 |                 |
| 1948        | 2487            |                 |
| 1953        | 2664            |                 |
| 1961        | 2316            |                 |
| 1971        | 1750            |                 |
| 1981        | 946             |                 |
| 1991        | 511             | 510             |
| 2002        | 337             | 333             |
|             |                 |                 |

| Etnična sestava po popisu iz leta 2002 | Etnična sestava po popisu iz leta 2002 | Etnična sestava po popisu iz leta 2002 | Etnična sestava po popisu iz leta 2002 | Etnična sestava po popisu iz leta 2002 |
| -------------------------------------- | -------------------------------------- | -------------------------------------- | -------------------------------------- | -------------------------------------- |
| Bolgari                                | Bolgari                                |                                        | 216                                    | 64,86%                                 |
| Srbi                                   | Srbi                                   |                                        | 93                                     | 27,92%                                 |
| Jugoslovani                            | Jugoslovani                            |                                        | 5                                      | 1,50%                                  |
| Hrvati                                 | Hrvati                                 |                                        | 1                                      | 0,30%                                  |
| Makedonci                              | Makedonci                              |                                        | 1                                      | 0,30%                                  |
| Neznano                                | Neznano                                |                                        | 9                                      | 2,70%                                  |